# Словацька Соціалістична Республіка
Словацька Соціалістична Республіка, ССР (словац. Slovenská socialistická republika; SSR) — офіційна назва Словаччини у 1969—1990 роках. ССР була членом чехословацької федерації. Столиця — місто Братислава.
Станом на 1986 рік населення республіки становило 5,17 мільйонів чоловік, з них близько 87% складали словаки, понад 11% — угорці (на півдні), на сході — українці.
В адміністративному плані республіка поділялась на три області: Західно-Словацьку, Середньословацьку і Східно-Словацьку. Братислава за статусом прирівнювалась до областей.
Після падіння соціалізму в березні 1990 року слово «соціалістична» було прибрано з назви республіки і вона стала називатись Словацькою Республікою. З 1 січня 1993 року, після розпаду Чеської і Словацької Федеративної Республіки, Словацька Республіка стала незалежною.

## Дивись також
- Чеська Соціалістична Республіка